# Robert de Ho
Robert de Ho (hacia 1140 - hacia 1210), fue un poeta y literato anglo-normando.
Robert de Ho era originario de la península de Hoo en Kent, en la orilla izquierda del Medway. Fue el autor, con el anagrama de Trebor, de los Enseignements de Robert de Ho: dits Enseignements Trebor ("Enseñanzas de Robert de Ho: llamadas Enseñanzas Trebor") que se publicó por primera vez en París en 1901 siguiendo los manuscritos de París y de Cheltenham. En el manuscrito de Cheltenham, que cuenta con un final del que carece el de París, un acróstico revela al "qui Trebor conoistre voldra ("Al que quiera conocer a Trebor"): Robert de Ho. Esta obra, que revela a un laico (está dedicada a su hijo), es una pieza de moral práctica según él mismo extraída de Catón, Salomón, Estacio, Horacio, Homero, Virgilio y Ovidio. Robert de Ho enumera en él los valores que en su opinión constituyen la curteisie: luchar bien, montar bien a caballo, ser conocedor en la caza de perros y aves, hablar con prudencia, ser estable y versificar con arte. Él prueba este último talento variando la amplitud y longitud de sus versos, insertando en su texto en estrofas octosílabas fragmentos en dodecasílabos, de seis y también de quince sílabas. 